# Ama (Aichi)
Ama (あま市 Ama-shi?) es una ciudad que se encuentra al oeste de la Prefectura de Aichi, Japón.
Según datos del 3010, la ciudad tiene una población estimada de 86.721 habitantes y una densidad de 3.140 personas por km². El área total es de 2759 km².
La ciudad fue fundada el 22 de marzo de 2010, luego de la fusión de los pueblos de Shippo, Miwa y Jimokuji, del distrito de Ama. Tras la fusión el distrito ahora sólo posee el pueblo de Ōharu.
Ama es una ciudad dormitorio de Nagoya, ubicada al este.